# Leonardo Sepúlveda
Leonardo Sepúlveda (Corona, California, Estados Unidos; 18 de junio de 2001) es un futbolista mexicano que juega como lateral izquierdo y defensa central en el Club Deportivo Guadalajara de la Liga Mx

## Trayectoria

### Inicios
Sepúlveda formó parte de la academia juvenil LA Galaxy en los niveles sub-16 y sub-18. También apareció cuatro veces para LA Galaxy II en la USL en 2017.

### Salamanca
El 16 de agosto de 2019, Sepúlveda se unió al club español Salamanca UDS. El 21 de julio de 2021 fichó por el Granada, siendo cedido al filial de Segunda División RFEF.

## Selección nacional
Sepúlveda ha representado tanto a Estados Unidos como a México a nivel juvenil.

### Estados Unidos
Sepúlveda está limitado por los Estados Unidos en los niveles sub-16, sub-18 y sub-20.

## Vida personal
Nacido en los Estados Unidos, Sepúlveda es de ascendencia mexicana.